# Калінінський (зупинний пункт)
Калінінський (біл. Калінінскі) — пасажирський залізничний зупинний пункт Гомельського відділення Білоруської залізниці на електрифікованій лінії Гомель — Жлобин між станціями Лазурна та Уза. Розташований за 1 км на південь від села Калініна Буда-Кошельовського району Гомельської області.